# Airy (cráter marciano)

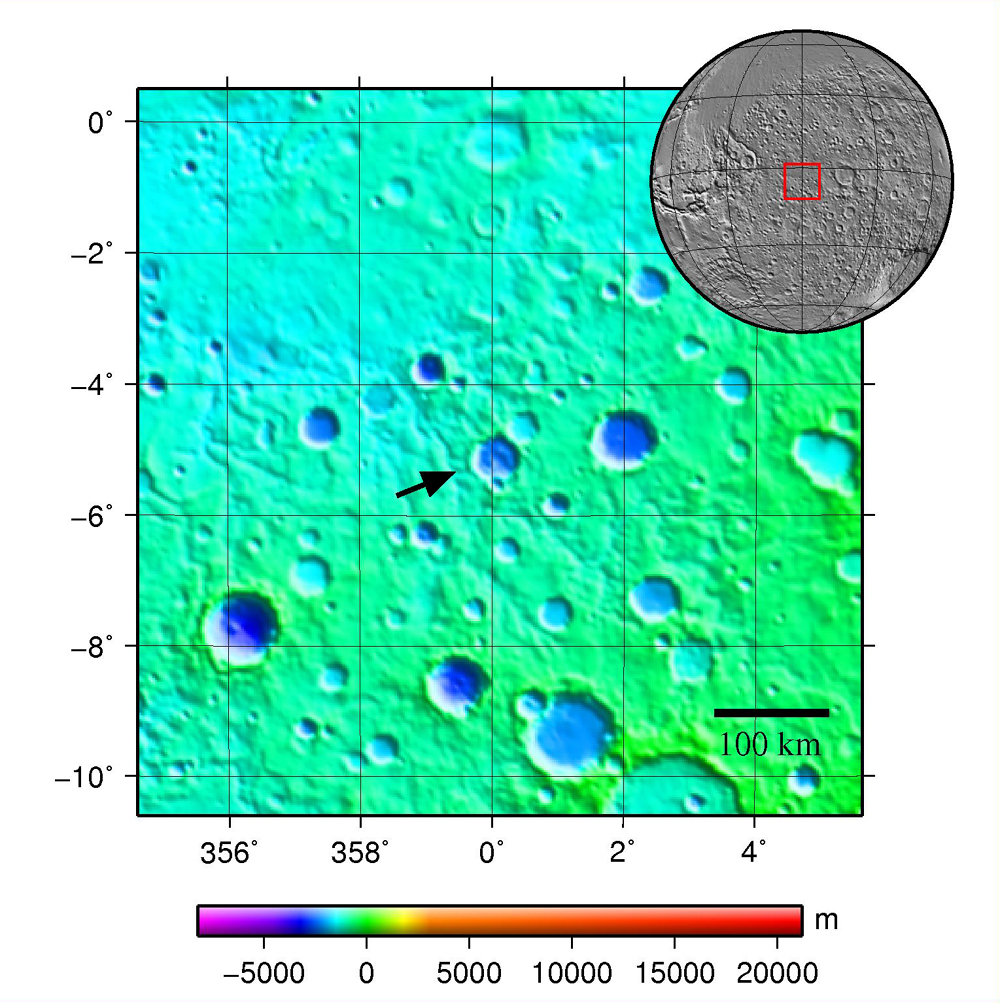
Cráter Airy de Marte.

Airy es un cráter de impacto localizado en la superficie del planeta Marte. Airy mide aproximadamente 40 kilómetros de diámetro y se encuentra centrado en las coordenadas 0.1°E, 5.1°S, en la región conocida como Meridiani Planum. Otro cráter, mucho más pequeño, Airy-0, que define el meridiano cero de Marte, se encuentra inscrito dentro del cráter Airy.

## Denominación
Fue bautizado así en honor del astrónomo británico Sir George Biddell Airy (1801-1892).